# SZTE Egészségtudományi és Szociális Képzési Kar
A Szegedi Tudományegyetem Egészségtudományi és Szociális Képzési Kar (rövid neve: SZTE ETSZK) egészségtudományi és társadalomtudományi képzést folytat.

## A kar pecsétje
A kör alakú embléma középső sötét hátterű részéből a „honfoglalás korabeli” tarsolylemezeken megfigyelhető életfa leveleinek világos vonalai rajzolódnak ki. A négyfelé ágazás a világ négy égtáját szimbolizálja, úgy, hogy kinyílt egészséges levelek pompáznak, amelyeket olyan indafonat szegélyez, melyen négy kinyílt levél változik négy bimbóval. Az ábrát körül vevő világos keretben 640 darab kis kör található. A körök a „Szegedi Tudományegyetem Egészségtudományi és Szociális Képzési Kar” felirattal helyettesíthetők.

## Történet
1938-tól kezdődően létezik Szegeden védőnőképzés, ami akkor az Országos Közegészségügyi Intézet (OKI) keretein belül jött létre. Főiskolai szintű képzésben 1973-óta folyik. 1989-ben az OTKI kihelyezett főiskolai tagozatát a Szent-Györgyi Albert Orvostudományi Egyetem Főiskolai Karként befogadta és a védőnőképzés mellett gyógytornász, valamint általános szociális munkás képzést indított. 2000-től az intézményi integráció eredményeként a Szegedi Tudományegyetem önálló egységeként működik, kezdetben Egészségügyi Főiskolai Kar, majd 2006 novemberétől Egészségtudományi és Szociális Képzési Kar néven.
Neves személyiségek:
Szemere Györgyné Szél Éva
Török Judit

## Képzési területek

#### Alapképzések
- ápolás és betegellátás – ápoló szakirány
- ápolás és betegellátás – gyógytornász szakirány
- ápolás és betegellátás – szülésznő szakirány
- ápolás és betegellátás – mentőtiszt szakirány
- egészségügyi gondozás és prevenció – védőnő szakirány
- egészségügyi gondozás és prevenció – dentálhigiénikus szakirány
- szociális munka

#### Mesterképzések
- ápolás
- fizioterápia
- szociálpolitika

#### Szakirányú továbbképzések
- gyermek- és ifjúságpszichiátriai és addiktológiai konzultáns
- gyermek- és ifjúságvédelmi tanácsadó

#### Felsőfokú szakképzések
- képi diagnosztikai és intervenciós asszisztens